# Hold On to Your Friends
Hold On to Your Friends è un brano del cantante inglese Morrissey.
Secondo singolo estratto dall'album Vauxhall and I, il disco venne pubblicato il 30 maggio del 1994 dalla Parlophone e raggiunse la posizione numero 47 della Official Singles Chart e la numero uno della Modern Rock Tracks, la classifica stilata dalla rivista statunitense Billboard.

## Realizzazione
Scritto in collaborazione con Alain Whyte e Steve Lillywhite (che ne curò anche la produzione), il singolo contiene un'unica b-side in diverse versioni, ovvero la cover di Moon River, brano composto da Johnny Mercer e Henry Mancini nel 1961, per la colonna sonora del film Colazione da Tiffany.
"Sono rimasto abbastanza ferito dal fallimento commerciale di Hold On to Your Friends, probabilmente uno dei miei migliori singoli. Il fatto che il singolo non sia andato oltre la posizione numero 47 della classifica di vendite, è stato uno choc terribile per me." (Morrissey intervistato da Les Inrockuptibles, 1995)
Per stessa ammissione del cantante, il tema del testo descrive un rapporto di fiducia tradito e, più in generale, il suo problema nel crearsi amicizie intime. "Il testo è riferito a qualcuno che conosco, in relazione al suo trattamento nei miei confronti. È la mancanza di fiducia. Aspetto semplicemente che le persone facciano qualcosa di dannoso. E inevitabilmente accade. Spesso mi chiedo: se fossi un povero squattrinato ci sarebbe ancora un sacco di gente che vorrebbe conoscermi? Forse, ma è più di no, perché quando ero un povero squattrinato, nessuno voleva conoscermi." (Morrissey intervistato da Details, 1994)
La copertina ritrae una foto di Morrissey, realizzata da Jake Walters. Secondo la biografia di Len Brown, per il video promozionale, l'etichetta chiese il diritto di utilizzare estratti da I giovani uccidono (The Blue Lamp), film diretto da Basil Dearden nel 1950 e interpretato da uno degli attori favoriti del cantante, ovvero Dirk Bogarde. Il permesso venne però negato da parte dell'attore stesso.

## Tracce
- UK 7"

1. Hold On to Your Friends - 4:03
2. Moon River - 3:16

- UK 12" / CDs

1. Hold On to Your Friends - 4:03
2. Moon River (extended version) - 9:38

## Formazione
- Morrissey – voce
- Alain Whyte - chitarra
- Boz Boorer – chitarra
- Jonny Bridgwood – basso
- Woodie Taylor– batteria